# Jourdoung
Jurduŋ / Jordonh / Jourdoung est un mot gascon pré-latin signifiant « framboisier ».  Il est connu sous les formes dialectales jourdoû, jurdoû, ajurdoû, durdoû, jerse. Ce mot du substrat pyrénéen se retrouve dans le catalan gert, jerdó et dans l'aragonais chordón « framboise ». Les liens avec les synonymes béarnais aligardoû ou basque magurdi restent à expliciter.

## Toponymes
Ce mot est productif en toponymie. On lui doit :
- Gerde, commune de la vallée de Campan dans le département des Hautes-Pyrénées.
- la fontaine de Gerse, en vallée de l'Ouzom

Les noms ci-dessous pourraient procéder de formations apparentées :
- Gerderest, commune du département des Pyrénées-Atlantiques.
- Gèdre, commune en Lavedan (Hautes-Pyrénées).